# 尾花晃
尾花晃(おばな あきら、? - 1999年4月）は、日本の牧師、日本ホーリネス教会の指導者の一人。

## 生涯
戦前より、日本ホーリネス教会の牧師、ホーリネス分裂事件後は日本聖教会の牧師として働いた。1943年にホーリネス系牧師が一斉検挙された。
戦後、1949年に、車田秋次、山崎亭治ら、元日本聖教会の牧師らと共に、日本ホーリネス教団を設立する。1951年、1943年にホーリネス弾圧事件で獄死した菅野鋭を記念して、横浜西区南軽井沢に菅野記念教会(後の、日本ホーリネス教団横浜教会)を設立した。後に、松村悦夫の後をついで、第4代日本ホーリネス教団委員長に選出される。次代の委員長は村上宣道が継いだ。1999年に横浜教会の名誉牧師として死去する。

## 著書
- 「殉教」菅野鋭牧師訊問調書（土屋和彦との共著）